# GM2-ганглиозидоз
GM2-ганглиозидо́з — тяжёлое наследственное заболевание, развивающееся в результате дефицита или недостаточной активности фермента гексозаминидазы и накопления в клетках ганглиозидов. Относится к лизосомным болезням накопления и имеет три варианта, связанные с мутациями в разных генах, которые оказывают влияние на активность общей гексозаминидазы. Два варианта заболевания больше известны под индивидуальными именами, полученными в честь авторов, впервые описавших их клиническую картину: болезнь Тея — Сакса, болезнь Сандхоффа. Третий вариант этой болезни носит название GM2 ганглиозидоз, вариант АБ. Болезнь Тея — Сакса вызвана мутацией в гене HEXA, кодирующий альфа-субъединицу гексоаминидазы А. Болезнь Сандхоффа вызвана мутацией в гене HEXB, кодирующий бета-субъединицу гексоаминидаз А и Б. GM2 ганглиозидоз, АБ вариант связан с нарушением в гене GM2, кодирующий белок-активатор GM2A.

## Историческая справка
Клиническая картина первого наследственного заболевания из группы лизосомных болезней накопления (болезнь Тея — Сакса) была описана в 1881 году.
В конце 1960-х и начале 1970-х годов был открыт дефект фермента, вызывающий развитие фенотипа болезни Тея — Сакса. Позже разработан тест на TSD, и болезнь Тея — Сакса становится известной как модель для проведения «массового скрининга» в медицинской генетике. Таким образом, данное заболевание стало научно-исследовательской моделью для понимания механизма и возможной профилактики всех аутосомных генетических расстройств.
Долгое время болезнь Тея — Сакса, болезнь Сандхоффа и AБ вариант GM2 ганглиозидоза не дифференцировались и определялись клинически как одно заболевание. Этому способствовало то, что все три варианта GM2 ганглиозидоза связаны с нарушением одного метаболического пути и проявлялись сходной симптоматикой. В большинстве случаев генных расстройств их именование и классификация отражают историю обнаружения, а также попытки классифицировать на основе данных биохимической, патофизиологической и генетической диагностики. Тем не менее, три GM2 ганглиозидоза обнаружены и названы отдельно. Каждый из вариантов представляет собой отдельный с молекулярной точки зрения дефект субъединицы, необходимой для активации фермента.

## Эпидемиология
Все три расстройства: Болезнь Тея — Сакса, Болезнь Сандхоффа и промежуточный вариант — GM2 ганглиозидоз, АБ (англ. GM2-gangliosidosis, AB variant) редко встречаются в общей популяции.

## Патогенез
Заболевание характеризуется недостаточностью β-гексозаминидаз (А или Б) — ферментов лизосом, участвующих в катаболизме производных жирных кислот — ганглиозида GM2 и глобозида.
Бета-гексозаминидаза является жизненно важным гидролитическим ферментом, обнаруженным в лизосомах, который расщепляет липиды. В случае генетически обусловленного дефицита или дефекта, когда β-гексозаминидаза не функционирует должным образом, накапливающиеся в нервной ткани липиды вызывают проявление характерных клинических симптомов. Большинство вариантов GM2 ганглиозидоза развивается в начале жизни (когда бурно развивается мозг) и способствуют его быстрой биодеградации. За исключением редких форм с поздним началом, GM2 ганглиозидозы являются фатальными.

## Наследование

Аутосомно-рецессивный механизм наследования GM_{2} ганглиозидоза: оба родителя являются носителями дефектного гена (помечен красным кружочком). По законам Менделя 50 % детей станут носителями (как их родители), 25 % родятся генетически здоровыми и в 25 % случаев — больными.

Данная группа заболеваний наследуется, как и подавляющее большинство лизосомных болезней накопления, по аутосомно-рецессивному типу наследования. Таким образом, с одинаковой частотой встречается как у мужчин, так и у женщин.
Аутосомно-рецессивный тип наследования на практике означает, что дефектный ген расположен на одной из двух аллельных аутосом. Заболевание клинически манифестирует только в случае, когда обе аутосомы, полученные по одной от отца и матери, являются дефектными по данному гену. Как и во всех случаях аутосомно-рецессивного наследования, если оба родителя несут дефектный ген, то вероятность наследования болезни у потомства составляет 1 из 4. Таким образом, в среднем на одного больного ребёнка в такой семье приходится три без клинических признаков проявлений генной болезни. На схеме синим цветом обозначены здоровые, фиолетовым — носители дефектного гена, красным — GM2 ганглиозидоз (два дефектных гена одной аллели). Синим кружочком помечен нормальный ген, красным — дефектный.

## Классификация
Согласно Международной классификации болезней десятого пересмотра (МКБ-10), различают:
- E75 Нарушения обмена сфинголипидов и другие болезни накопления липидов.
  - E75.0 GM2 ганглиозидоз: Болезнь Сандхоффа, Болезнь Тея — Сакса, GM2-ганглиозидоз: БДУ (без дополнительных уточнений), взрослых, ювенильный.

## Клиническая картина
Клинические признаки всех вариантов болезни во многом сходны, проявляются в младенческом возрасте (инфантильные формы) и характеризуются отставанием в физическом развитии, которое становится явным в возрасте от 3 до 6 месяцев. В дальнейшем развивается и быстро прогрессирует неврологическая симптоматика.

### Болезнь Тея — Сакса
Болезнь Тея — Сакса (известная как ранняя детская амавротическая идиотия) — редкое наследственное заболевание с аутосомно-рецессивным типом наследования, поражающее центральную нервную систему (спинной и головной мозг, а также менингеальные оболочки). К развитию проявлений заболевания приводит мутация гена англ. HEXA, расположенного в локусе 15q23-24, ведущая к дефекту лизосомного фермента бета-N-ацетил-гексозаминидазы А. Новорождённые с данным наследственным заболеванием в первые месяцы жизни развиваются нормально. Однако, в возрасте около полугода возникает регресс в психическом и физическом развитии. Ребёнок теряет зрение, слух, способность глотать. Появляются судороги. Мышцы атрофируются, наступает паралич. Летальный исход наступает в возрасте до 4 лет.

### Болезнь Сандхоффа
Является редким, аутосомно-рецессивным нарушением обмена веществ, сопровождающимся прогрессирующим разрушением нервных клеток головного и спинного мозга. К развитию проявлений заболевания приводит мутация гена англ. HEXB, расположенного в локусе 5q13, критичная для лизосомных ферментов бета-N-ацетил-гексозаминидазы А и Б. Болезнь Сандхоффа клинически неотличима от болезни Тея — Сакса. Наиболее распространённая детская форма болезни Сандхоффа, как правило, является фатальной в раннем возрасте.

### Вариант АБ GM2ганглиозидоза
GM2 ганглиозидоз, вариант АБ (англ. GM2-gangliosidosis, AB variant) — редкое аутосомно-рецессивное нарушение обмена веществ, связанное с мутацией гена GM2A. Характеризуется нормальной активностью гексозаминидаз и обусловлен недостаточностью активатора (белкового кофактора), необходимого для реализации ферментной активности в отношении субстрата. Заболевание клинически проявляется прогрессирующим разрушением нервных клеток головного и спинного мозга. Ген GM2A содержит «инструкции», необходимые для синтеза белка́, называемого GM2 активатор. Данный бело́к-кофактор, необходим для активации и нормальной функции бета-гексозаминидазы А. Заболевание обычно заканчивается летальным исходом в раннем детстве.

## Диагностика
Заподозрить наличие данного заболевания позволяет микроцефалия, наличие судорожных припадков, вишнёво-красных пятен на сетчатке и резко выраженная реакция младенца на звук (чрезмерный испуг). Диагноз верифицируется исследованием активности ферментов (гесозаминидазы А и Б).